# Tròia
Tròia (en francès Troye-d'Ariège) és un municipi francès situat al departament de l'Arieja i a la regió d'Occitània.